# Peter Luttenberger
Peter Luttenberger (Bad Radkersburg, 13 dicembre 1972) è un ex ciclista su strada austriaco.
Professionista fra il 1995 e il 2006, vinse il Tour de Suisse 1996 e tre titoli nazionali.

## Carriera
Diventò professionista nel 1995, ingaggiato dalla squadra Carrera Jeans per un periodo di due anni. La sua migliore stagione è stata il 1996, anno in cui si aggiudicò il Giro di Svizzera e chiuse il Tour de France al quinto posto. Nel 1997 passò all'olandese Rabobank, dove militò per altre due stagioni, senza riuscire a ripetersi ad alti livelli. Nel 1999 firmò per la squadra spagnola ONCE, mentre nel 2001 passò all'italiana Tacconi Sport-Vini Caldirola. La sua carriera si concluse nel Team CSC, con il quale corse dal 2003 fino al 2006.

## Palmarès
- 1992

5ª tappa Österreich-Rundfahrt
- 1993

Campionati austriaci, In linea
1ª tappa Österreich-Rundfahrt
Ruota d'Oro-Festa del Perdono
Piccolo Giro di Lombardia
- 1994

Giro del Mendrisiotto
- 1996 (Carrera Jeans-Tassoni, tre vittorie)

Raiffeisen G.P. - Gleisdorf
6ª tappa Tour de Suisse
Classifica generale Tour de Suisse
- 1998 (Rabobank, due vittorie)

Campionati austriaci, Cronometro
5ª tappa Österreich-Rundfahrt
- 2006 (Team CSC, una vittoria)

Campionati austriaci, Cronometro

### Altri successi
- 2001 (Tacconi Sport-Vini Caldirola)

Grazer Altstadt-kriterium
- 2006 (CSC)

1ª tappa, parte b, Settimana Internazionale di Coppi e Bartali

## Piazzamenti

### Grandi giri
- Giro d'Italia

1999: 19º
2001: 12º
2005: 87º
- Tour de France

1996: 5º
1997: 13º
2000: 21º
2002: ritirato (14ª tappa)
2003: 13º
- Vuelta a España

1995: ritirato (12ª tappa)
2004: 85º

### Competizioni mondiali
- Campionati del mondo

Lisbona 2001 - In linea: 51º
Hamilton 2003 - In linea: 34º
Verona 2004 - In linea: 53º
Salisburgo 2006 - Cronometro: 23º